# Aurotioprol
Az aurotioprol az arany vízoldható komplexe, melyet reumaellenes szerként használnak, intramuszkuláris (izomszövetbe adott) injekció formájában alkalmazva.

## Fordítás
Ez a szócikk részben vagy egészben  az   Aurotioprol című angol Wikipédia-szócikk ezen változatának fordításán alapul.  Az eredeti cikk szerkesztőit annak laptörténete sorolja fel. Ez a jelzés csupán a megfogalmazás eredetét és a szerzői jogokat jelzi, nem szolgál a cikkben szereplő információk forrásmegjelöléseként.